# 延吉府
延吉府，清朝末期设置的府，属于吉林省。
初为南荒围场，属于珲春副都统。光绪七年（1881年），弛垦。光绪二十八年（1902年）九月，设延吉厅，治所在延吉冈（烟集冈、南冈，今吉林省延吉市）。宣统元年（1909年）四月，延吉厅升为延吉府，八月属东南路道。中华民国二年（1913年），全国废府州厅改县，故废，改置延吉县。